# Saint-Loup (Loir-et-Cher)
Saint-Loup – miejscowość i gmina we Francji, w Regionie Centralnym, w departamencie Loir-et-Cher.
Według danych na rok 1990 gminę zamieszkiwało 259 osób, a gęstość zaludnienia wynosiła 18 osób/km² (wśród 1842 gmin Regionu Centralnego Saint-Loup plasuje się na 882. miejscu pod względem liczby ludności, natomiast pod względem powierzchni na miejscu 913.).